# Saathiya
Pour plus de détails, voir Fiche technique et Distribution.
Saathiya (hindi : साथिया)  est un film dramatique indien de Bollywood, réalisé par Shaad Ali, sorti le 20 décembre 2002 en Inde.

## Synopsis
Lorsque Aditya rencontre Suhani, il tombe immédiatement amoureux d'elle. Pourtant, la partie est loin d'être gagnée : Suhani préfère se consacrer à ses études de médecine et quand Aditya parvient enfin à la convaincre, le couple doit faire face à l'opposition de leurs parents respectifs. Ils décident alors de se marier en secret et d'affronter seuls les aléas de la vie à deux.

## Fiche technique
Sauf mention contraire, cette fiche technique est établie à partir d'IMDb.
- Titre : Saathiya
- Titre original : साथिया
- Réalisation : Shaad Ali
- Scénario : Mani Ratnam
- Direction artistique : Chetana Prabhu, Priya Raghunath
- Dialogues : Gulzar, Jaideep Sahni
- Paroles : Gulzar
- Décors : Reza Shariffi, Shaheed Amir, Ferzine Khambatta, Manish Malhotra
- Photographie : Anil Mehta
- Musique : A.R. Rahman
- Montage : A. Sreekar Prasad
- Production : Bobby Bedi
- Sociétés de production[3] : Kaleidoscope Entertainment
- Sociétés de distribution :  Rapid Eye Movies (Allemagne), Yash Raj Films
- Pays d'origine :  Inde
- Langues : Hindi, anglais
- Format[4] : Couleurs - 2,35:1 - DTS / Dolby Digital / SDDS - 35 mm
- Genre : Drame et romance
- Durée : 138 minutes
- Dates de sorties en salles[5] :

 Inde : 20 décembre 2002
 Australie : 6 mars 2003
 Irlande : 20 décembre 2002
 Koweït : 1er janvier 2003
 Maroc : 8 octobre 2003
 République tchèque : 27 janvier 2004

## Distribution
- Vivek Oberoi : Aditya Sehgal
- Rani Mukherjee : Suhani Sharma
- Shahrukh Khan : Yeshwant Rao
- Tanuja : Shobhana Sharma
- Satish Shah : Om Sehgal
- Sharat Saxena : Chandraprakash Sharma
- Swaroop Sampat : Shanti
- Vivendra Saxena : Jeevan
- Sandhya Mridul : Dina Sharma
- Ujjwal Rana : Raghu
- Anju Mahendru : Prema
- Tabu : Savitri Rao
- Shamita Shetty : Danseuse (chanson Chori Pe Chori)
- Sanjay Mishra : Brij

## Musique
Le film comporte 10 chansons écrites par A.R. Rahman (musique) et Gulzar (paroles) : O Humdum Suniyo Re ~ Chhalka Chhalka Re ~ Saathiya ~ Naina Milaike ~ Mera Yaar Mila De ~ Mangalyam ~ Chupke Se ~ Aye Udi Udi ~ Chori Pe Chori ~ Saathiya II.

## Récompenses
- Saathiya a obtenu 6 Filmfare Awards :
  - Meilleure actrice (Rani Mukerji), attribué par les critiques
  - Meilleure musique originale (A.R. Rahman)
  - Meilleure mise en scène (Mani Ratnam)
  - Meilleurs dialogues (Gulzar et Jaideep Sahni)
  - Meilleur parolier (Gulzar pour la chanson Saathiya)
  - Meilleur chanteur (Sonu Nigam  pour la chanson Saathiya)

## Anecdotes
- A l'écran, Tanuja joue le rôle de la mère de Rani Mukerji. Dans la vie, elle est sa tante et la mère de l'actrice Kajol.